# ناحیه مور
ناحیهٔ مور (به مجاری:  Móri járás) یک ناحیه در مجارستان است که در فیر واقع شده‌است. ناحیهٔ مور ۴۱۷٫۵۵ کیلومتر مربع مساحت و ۳۳٬۰۷۰ نفر جمعیت دارد.